# Hakjala
Koordinaten: 58° 23′ N, 22° 26′ O
Hakjala (deutsch Hakjal) ist ein Dorf (estnisch küla) auf der größten estnischen Insel Saaremaa. Es gehört zur Landgemeinde Saaremaa (bis 2017: Landgemeinde Lääne-Saare) im Kreis Saare.

## Einwohnerschaft, Lage und Geschichte
Das Dorf hat 63 Einwohner (Stand 1. Januar 2016). Seine Fläche beträgt 19,71 km².
Der Ort liegt 15 Kilometer nordwestlich der Inselhauptstadt Kuressaare. Das Dorf wurde erstmals im Jahr 1645 unter dem Namen Hakjal urkundlich erwähnt.